# Serotype
Een serotype of serovar is een specifiek subtype van een bepaald (ziekteverwekkend) micro-organisme of cel, ingedeeld op basis van de specifieke antigenen aanwezig op het celmembraan. Het bepalen van het serotype van een bepaalde ziekteverwekker kan belangrijke implicaties hebben op de prognose en de behandeling van de ziekte. Zo heeft het influenza A-virus tientallen serotypen die elk een verschillende gastheer, virulentie of mortaliteit kunnen hebben. Een groep van serotypen met gemeenschappelijke antigenen wordt een serogroep genoemd.

## Serotype bij orgaantransplantatie
Het immuunsysteem kan het onderscheid maken tussen 'lichaamseigen' en 'lichaamsvreemde' cellen op basis van het serotype van die cel. Bij mensen wordt het serotype grotendeels bepaald door het humaan leukocytenantigeen (HLA). Bij een orgaantransplantatie wordt gezocht naar een zo groot mogelijke overeenkomst in serotype tussen de donor en de ontvanger om de immuunresponses en afstotingsverschijnselen zo veel mogelijk te vermijden.